# Rýmařov (stacja kolejowa)
Rýmařov – stacja kolejowa w Rýmařovie, w kraju morawsko-śląskim, w Czechach przy ulicy Nádražní 503/2. Znajduje się na wysokości 590 m n.p.m. i leży na linii kolejowej nr 311 (jako jej stacja końcowa).